# Vikeväjärvi
Het Vikeväjärvi is een meer in Zweden, in gemeente Övertorneå. Het meer wordt door moerassen omringd, dus zijn de oevers niet altijd duidelijk. Het water in het meer komt onder meer uit de Uuenjänkänoja, die vanuit het noorden het meer instroomt, en stroomt door de Vikevärivier in het zuiden verder. Het meer heeft een langwerpige vorm.